# Paternò
Pour les articles homonymes, voir Paternò (homonymie).
Paternò est une ville de la province de Catane en Sicile (Italie). 

## Histoire
Paternò est peut-être l'antique Hybla Gereatis où régnait le roi sicule Hyblon.

## Administration
| Période                                  | Période      | Identité              | Étiquette          | Qualité |
| ---------------------------------------- | ------------ | --------------------- | ------------------ | ------- |
| 21 novembre 1993                         | 12 juin 2002 | Grazia Maria Ligresti | La Rete            |         |
| 11 juin 2002                             | 21 mai 2012  | Giuseppe Failla       | Alliance nationale |         |
| 21 mai 2012                              | 12 juin 2017 | Mauro Mangano         | Parti démocrate    |         |
| 12 juin 2017                             | En cours     | Antonino Naso         | liste civique      |         |
| Les données manquantes sont à compléter. |              |                       |                    |         |

### Hameaux
Sferro

### Communes limitrophes
Belpasso, Biancavilla, Castel di Judica, Centuripe, Ragalna, Ramacca, Santa Maria di Licodia

## Personnalités liées
- Giovan Battista Nicolosi (1610-1670), géographe italien.
- Ignazio La Russa (1947), homme politique italien.
- Angelo Lo Jacono (1838-1898), écrivain italien.
- Luca Parmitano (1976), astronaute.